# Alfred Henzel
Pour les articles homonymes, voir Henzel.
 (juillet 2014).
Alfred Henzel, né le 15 février 1877 à Paris où il est mort le 24 octobre 1944, est un médecin français, pilote d'avion et pionnier fondateur emblématique de la coopération médicale africaine autour des animaux.

## Biographie

### Enfance
Les trois frères Henzel : Alfred, Balthazar et Calixte.
Il naît le 15 février 1877 à Paris dans une famille bourgeoise parisienne dont il est le quatrième enfant sur cinq (deux sœurs et deux frères). Son père, Zakra Henzel, a construit une solide fortune dans le commerce de tissus et des boutons et sa mère Louise est fille de commerçants aisés.
En 1891, alors âgé de 14 ans, passionné de mécanique et d'électricité, timide et solitaire, peu bavard, il installe un atelier au fond du jardin de la résidence secondaire familiale à Boulogne-Billancourt, près de Paris. Il modifie un moteur Panhard, multiplie les inventions, dessine inlassablement des plans, dépose ses premiers brevets et s’enferme dans sa solitude créative. Sa passion le pousse à cette époque à négliger ses études. 
Il étudie au lycée Condorcet dans le 9e arrondissement, abandonne les études qui ne sont pas son fort après le baccalauréat et compte sur son imagination prolifique, son intuition et son pragmatisme.